# Gigolette (film, 1937)
Pour les articles homonymes, voir Gigolette.
Pour plus de détails, voir Fiche technique et Distribution.
Gigolette est un film français réalisé par Yvan Noé, sorti en 1937. 

## Synopsis
Zélie fait le trottoir pour pouvoir payer l'hôpital à sa demi-sœur gravement malade. Tribulations diverses avant de retrouver un père et une famille.

## Fiche technique
- Titre : Gigolette
- Réalisation : Yvan Noé
- Scénario : Yvan Noé et Pierre Maudru, d'après la pièce de Pierre Decourcelle et Edmond Tarbé des Sablons
- Musique : Vincent Scotto
- Photographie : Nicolas Hayer
- Son : Michel Picot
- Montage : Andrée Feix
- Décors : Jean Douarinou et Raymond Tournon
- Société de production : Les Productions Pellegrin
- Pays d'origine :  France
- Format : Noir et blanc - 1,37:1 - 35 mm
- Genre : Comédie dramatique
- Durée : 87 minutes
- Date de sortie : France, 19 février 1937, Paris

## Distribution
- Florelle : Zélie Vauquelin
- Gabriel Gabrio : Vauquelin
- Rosine Deréan : Geneviève de Margemont / Palote Vauquelin
- Paul Azaïs : Charles
- Colette Darfeuil : Amandine
- Jean Servais : le docteur Jacques Bernais
- Sinoël : le garçon de café
- Georges Paulais : l'huissier
- Charlotte Lysès : Mme de Margemont
- Fréhel : la chanteuse
- Pierre Moreno : Gustave de Mauperthuis
- Jacques Berlioz : M. de Margemont
- Milly Mathis : la concierge
- Marguerite Moreno : la marquise de Mauperthuis
- Raymond Cordy : le coiffeur
- Michèle Morgan : une soubrette
- Paule Andral
- Jacques Chevalier
- Hugues de Bagratide
- Charles Lemontier
- Rachel Devirys
- André Roanne
- Suzanne Talba
- Nita Georges
- Jean Neyris
- Madeleine Pagès